# Култура Хрватске
Култура у Хрватској вуче корене у историји Хрватске. Хрвати су насељавали ова подручја 14 векова, а са њима и значајни остаци других, старијих народа који су живели на овим подручјима.
Због свог географског положаја, Хрватска представља мешавину четири различите културне сфере. Подручје је било раскрсница између западног и источног културног и политичког утицаја, још од поделе на Западно римско царство и Источно римско царство, али и део средње Европе и Медитеранске Европе.
Илирски покрет био је најзначајнији период националне културне историји, и у 19. веку представљао је кључну улогу у развоју хрватског језика и развоју уметности и културе на свим пољима.
Најпознатији хрватски културни допринос остатку светске културе, било је откриће кравате.

## Древна баштина
Древни споменици из доба палеолита састоје се од једноставних камених и коштаних предмета. Неки од најранијих преосталих историјских карактеристика укључују 100.000 година старе кости.
Најинтересантнији бакарно доба или енеолиту открића су од вучедолске културе. Од те културе изникла из бронзаног доба Винковци културе (названа по граду Винковцима) који је препознатљив по бронзана фибуле да је заменио објекте као што су игле и дугмади.
Бронзано доба културе Илира почела је да се организује у 7. веку пре нове ере. Сачуване су бројне монументалне скулптуре, као и зидови катаделе у Незакцији недалеко од Пуле, једаном од бројних истарских градова из гвозденог доба.
Насељавање Грка из Сиракузе на Сицилији, 390. године населили су острва Вис, Хвар и Корчула где су основали град-држава у којима се живело изоловано. Илирска уметност била је под великим утицајем грчке уметности. Краљица Теута од Иса, данашње острво Вис, ратовала је са Римљанима.
Римљани су заузели цео приобални простор за трансформацију тврђаве у урбаним градовима. У то време најбоље очуване мреже римских улица су оне у Епетион - Пореч и Јадер -Задар и римски споменици као што је Пола - Пула и амфитеатар из 2. века.
У 3. веку, град Салона био је највећа и најважнији град Далмације. Близу града изграђена је Диоклецијанова палата, највећи и најзначајнији споменик касноантичке архитектуре у свету.
У 4. веку, салон је постао центар хришћанства за цео западни Балкан.
Једна од ретких сачуваних базилика у западној Европи, из времена ране византије је Еуфразијева базилика у Поречу из 6. века.

## Уметност
У 7. веку Хрвати, заједно са другим Словенима и Аварима дошли из северне Европе и населили се у регион у коме живе. Хрвати су били отворени за римске уметности и културе и хришћанство.

### Скулптура
Прве цркве изграђене су као краљевска светишта. Најачи утицаји Римске умјетности били су у Далмацији где је урбанизација била најгушћа и где се налазио велики број споменика.
Олтар, кућиште и прозори раних средњовековних цркава били су веома украшени провидним орнаментима, познатим под називом хрватски плетер. Неки од натписи били су писани глагољицом. Убрзо је глагољица замењена латиницом на оградама олтара и архитравом старих хрватских цркава.
Хрватске романске скулптуре трансформише и декоративно преплиће рељефе.
Најбољи примери романских скулптура су: дрвене врата у Сплиту катедрале Андрије Бувина и камени портал на Трогир катедрали у Задру.
Међу најпознатијим савременим вајарима су: Иван Мештровић и Антун Аугустинчић.

### Сликарство
Готско сликарство је очувана, а најбољи радови налазе се у Истри. Међу познатим радовима су фреске у цркви Свете Марије у Сомбору, Свете Катарине у Загребу и Исусове цркве у Дубровнику.
Најистакнутији сликар Хрватске су је Федерико Бенковић који је радио скоро читав свој живот у Италији, док је италијански сликар, Франческо Роба, радио најбоље барокне скулптуре у Хрватској.
У аустријским земљама на почетку 19. века покрет романтизма био је сентименталан, нежан и суптилан. Крајем 19. века, архитекта Влахо Буковац донео дух импресионизма из Париза. Снажно је утицао на младе уметнике, укључујући и аутора Златне дворане у Загребу.
На Миленијумска изложби у Будимпешти постојале могућности да се издвоје све уметничке опције у Аустро-Угарској.

### Архитектура
Најстарији сачувани примери архитектуре у Хрватској су цркве из 9. века. Међу највећим репрезантивнијим је је црква Светог Доната у Задру.
Неке од првих цркава које су градити Хрвати, била су краљевска светилишта. Утицаји римске уметности били су најјачи у Далмацији где је саграђен највећи број споменика. Дуж обале, архитектура је медитеранска са јаким утицајем ренесансне архитектуре у великим урбаним срединама што се најбоље види у делима Ђорђа Орсинија и Николе Фирентинца.
Архитектура у Хрватској одражава утицаје на граници народа. Аустроугарски утицај видљив је у јавним просторима и објектима на северу и у централном региону.

## Музика
Музика у Хрватској има два главна утицаја: централо европски, који је присутан у централним и северним деловима земље, укључујући и Славонију и Медитеран. Нарочито је присутна у приморским крајевима, Далмацији и Истри.
У Хрватској, поп и рок су веома популарни. Често је испуњена далматинским или славонским народним елементима.
Од средине 20. века, шлагери и шансоне инспирисани су музиком који представља стуб хрватске популарне музике.